# Domenico Malipiero
Domenico Malipiero (* 1445; † 1513) war ein venezianischer Admiral und Politiker.
Malepiero wurde 1445 als ältester Sohn von Francesco di Fantino und Polissena Garzoni di Andrea in Venedig geboren. Er war zuerst kaufmännisch tätig, schlug dann aber die Militärlaufbahn in der Flotte ein. 1480 heiratete er Paola Donà di Pietro di Marco; aus der Ehe gingen aber keine Nachkommen hervor. Er bekleidete verschiedene Ämter, er war z. B. Flottenbeauftragter (it. provveditore della flotta, provveditore delle cose del mar), er war auch zeitweise Mitglied im Rat der Zehn (it. consiglio dei dieci).
Bekannt ist Malipiero vor allem aufgrund der ihm zugeschriebenen Chronik Annali veneti, die für den Zeitraum zwischen 1457 und 1500 reichhaltige und zuverlässige Informationen über das soziale und politische Leben Venedigs bietet. Ob Malipiero allerdings tatsächlich der Autor war, ist umstritten.